# Richard-Wagner-Hain

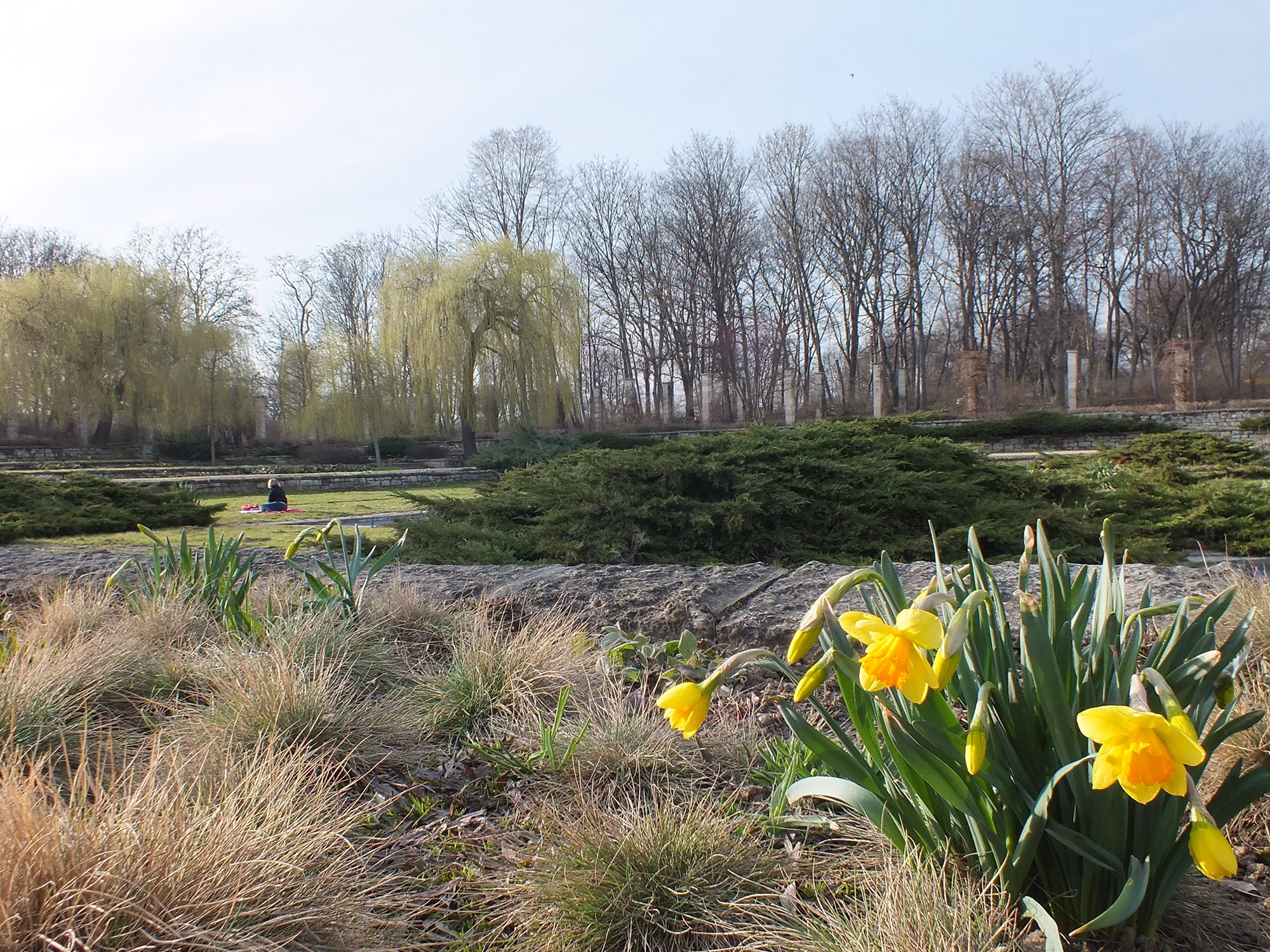
Im Westteil des Richard-Wagner-Hains

Der Richard-Wagner-Hain ist eine Parkanlage in Leipzig, die auf eine ehemals geplante Denkmalanlage für Richard Wagner zurückgeht.

## Lage
Der Richard-Wagner-Hain erstreckt sich beiderseits des Elsterbeckens zwischen der Jahnallee bzw. der Zeppelinbrücke und dem Elsterwehr. Die Länge der Anlage beträgt etwa 450 Meter, ihre Breite jeweils 90 Meter und die Gesamtfläche etwa acht Hektar.

## Geschichte

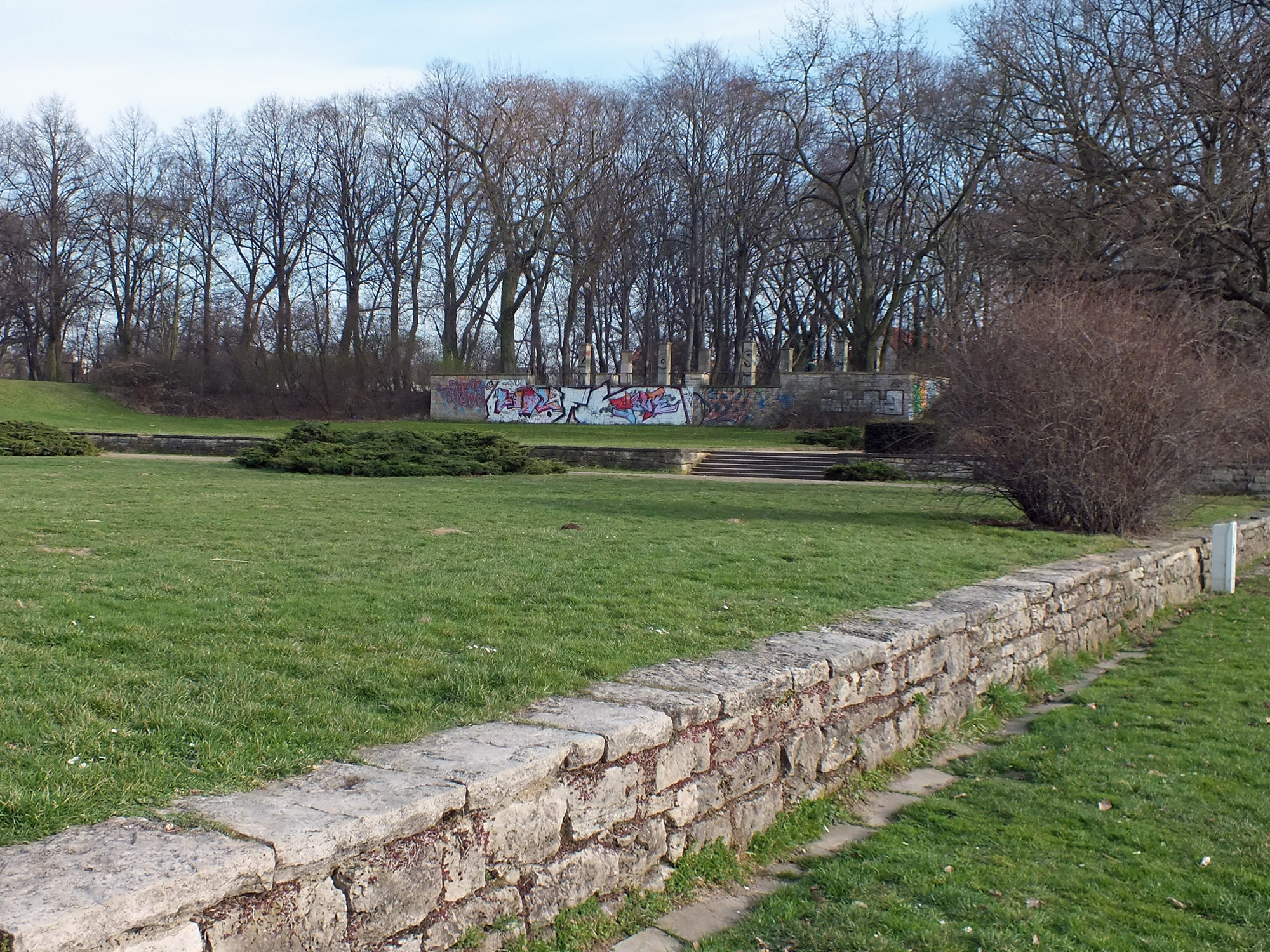
Ostteil mit Trockenmauer und Säulen der ehemaligen Blumenhalle

Erste Planungen zur Errichtung eines Denkmals für den in Leipzig geborenen Komponisten Richard Wagner im Uferbereich des für die Hochwasserregulierung entstandenen Elsterbeckens datierten aus dem Jahr 1932. Anlässlich des 50. Todestages Wagners am 13. Februar 1933 lobte der Leipziger Oberbürgermeister Carl Goerdeler einen internationalen Ideenwettbewerb aus. Im April 1933 entschied sich die Jury aus über 600 Einsendungen für den Denkmalentwurf des Bildhauers Emil Hipp, der auch mit der Ausführung beauftragt wurde. 
Mit der Schaffung einer das Denkmal einfassenden Parkanlage wurde der Landschaftsarchitekt Gustav Allinger betraut. Dieser konzipierte eine streng geometrische, terrassenartige Anlage, die auf den geplanten Standort des Denkmals im nördlichen Teil am östlichen Ufer des Elsterbeckens ausgerichtet war. Der südliche Abschluss des östlichen Ufers war eine erhöht gelegene offene Gartenhalle. Zwischen Denkmalsplatz und Gartenhalle erstreckte sich eine 225 Meter lange Trockenmauer zur Terrassierung des Geländes mit einem zwölf Meter breiten Blumenbeet darüber. Am Westufer führte eine Freitreppe zwischen zwei Terrassen vom Wasser in einen ebenfalls terrassierten Blumengarten mit Wasserbecken und Springbrunnen, eingefasst von einer weiträumigen Pergola.
Nach der Machtergreifung instrumentalisierten die Nationalsozialisten die Pläne zur Errichtung eines Wagnerdenkmals für ihre Zwecke. Adolf Hitler legte am 6. März 1934 persönlich den Grundstein für das „Richard-Wagner-Nationaldenkmal“. 1939 gab es einen Wettbewerb zum Richard-Wagner-Hain, bei dem Walter Arnold einen 1. und 2. Preis erhielt.
Bis 1942 waren die Anlagen bis auf den Denkmalsplatz fertiggestellt. Wegen der Vereinnahmung Wagners durch die Nazis verzichtete die Stadt Leipzig 1945 auf die Annahme des ideologisch belasteten, aber schon bezahlten Denkmals. Dieses wurde schließlich zur Reduzierung und Deckung der Lagerkosten in einzelnen Teilen (west)deutschlandweit veräußert.
Teile der Parkanlage und die Denkmalfundamente wurden in den 1950er Jahren beseitigt. Die Trockenmauer, die Säulen der ehemaligen Gartenhalle sowie die westliche Blumenterrasse mit dem  Wasserbecken und der Pergola sind bis heute erhalten; letztere wurde 1992 erneuert.
1955 wurden durch Beschluss der Stadtverordnetenversammlung der Richard-Wagner-Hain sowie weitere Parkanlagen zum „Zentralen Kulturpark Clara Zetkin“ zusammengefasst. Umgangssprachlich wurde bald nur noch der östliche Teil des Richard-Wagner-Hains als solcher bezeichnet. Mit Beschluss vom April 2011 wurde der Richard-Wagner-Hain wieder vom Clara-Zetkin-Park getrennt und erhielt für seine beiden Teile den alten Namen zurück.
1998 wurden die beiden Uferbereiche als „Richard-Wagner-Hain“ in die Liste der Kulturdenkmale im Freistaat Sachsen aufgenommen (OBJ-Dok-Nr. 09286411).
Seit 2003 ist der Richard-Wagner-Hain Veranstaltungsort des alljährlichen Leipziger Hörspielsommers.